# ديفيد إي. ناي
ديفيد إي. ناي (بالإنجليزية: David Nye)‏ هو مؤرخ أمريكي، ولد في 1946 في بوسطن في الولايات المتحدة.